# Steven Fortès
Steven Fortès (* 17. April 1992 in Marseille) ist ein französisch-kapverdischer Fußballspieler, der auch für die kapverdischen Nationalmannschaft spielte.

## Karriere

### Verein
Fortès begann seine fußballerische Ausbildung bei einem Amateurverein aus Marseille, für den er bis 2012 spielte. Im Sommer 2012 wechselte er zunächst in die zweite Mannschaft des AC Arles-Avignon. Am 2. August 2013 (1. Spieltag) debütierte er beim 2:0-Sieg über den AC Le Havre in der Startelf der Ligue-2-Mannschaft. In seiner ersten Profisaison war er grundsätzlich gesetzt und spielte 26 Ligaduelle.
2014 unterschrieb er einen Vier-Jahres-Vertrag beim Ligakonkurrenten AC Le Havre. Sein Vereinsdebüt gab er am 15. August 2014 (3. Spieltag) nach Einwechslung bei der 1:0-Niederlage gegen Chamois Niort. In Le Havre war er Stammkraft und spielte 29 Spiele in der Meisterschaft. Am 7. Spieltag schoss er gegen den FCO Dijon die zwischenzeitliche 1:0-Führung, als sein Team am Ende 2:1 verlor. In der Saison spielte er 32 Mal und traf dabei dieses eine Mal, wobei er als Kapitän auflief. In der Folgesaison spielte er nicht mehr als Kapitän auf und spielte auch nur noch 25 von 38 Spielen.
Daraufhin wechselte er in die Ligue 1 zum FC Toulouse, wo er zunächst lange aufgrund einer Knieverletzung ausfiel. Am 1. April 2018 (31. Spieltag) debütierte er schließlich gegen Olympique Lyon, als er bereits in der ersten Halbzeit für Christopher Jullien eingewechselt wurde. Jedoch kam er in der gesamten Saison nur ein weiteres Mal zum Einsatz und kam nebenbei auch in der zweiten Mannschaft zum Einsatz.
Nachdem er in der Rückrunde wieder nur dreimal gespielt hatte, wechselte er zunächst per Leihe zurück in die zweite Liga zum RC Lens. Am 28. Januar 2019 (22. Spieltag) debütierte er bei der 1:0-Niederlage gegen den ES Troyes AC, als er über die vollen 90 Minute spielte. Bei seinem Leihklub spielte er bis Saisonende noch 15 weitere Male. Nach Ablauf der Leihe wurde er direkt fest von Lens verpflichtet. Bei Sang et Or spielte er 2019/20 als Kapitän, konnte jedoch aufgrund einer Meniskusverletzung nur 15 Mal auflaufen. Nach dem Aufstieg der Lensois spielte er künftig in der Ligue 1, verlor dort jedoch seinen Stammplatz.
Nach einem weiteren Ligue-1-Einsatz wurde er Ende August 2021 an KV Ostende in die Division 1A verliehen. Bei seinem Debüt am 10. September 2021 (7. Spieltag) sah er direkt die gelb-rote Karte, als sein Team 3:0 gegen den FC Brügge verlor. In der gesamten Spielzeit 2021/22 spielte er 17 Ligaspiele und kam zweimal im Pokal zum Einsatz, wobei er einmal traf.
Im Anschluss kehrte er zunächst zum RC Lens zurück, bevor er sich ein Jahr später im Sommer 2023 ablösefrei der US Quevilly anschloss.

### Nationalmannschaft
Fortès debütierte am 31. März 2015 bei einem Testspielsieg über Portugal, als er eine Halbzeit auf dem Platz stand. In der Folge kam er vereinzelt für die A-Nationalmannschaft zum Einsatz, war jedoch kein Stammspieler.

## Erfolge
- Zweiter der Ligue 2 und Aufstieg in die Ligue 1: 2020